# Sant Jordi
|  | Per a altres significats, vegeu «Sant Jordi (desambiguació)». |

Sant Jordi (grec: Γεώργιος)  (Kayseri, 275 - Nicomèdia i Lod, c. 23 d'abril de 303) va ser un militar romà d'origen grec convertit al cristianisme i mort com a màrtir per no voler abjurar de la seva fe. És venerat en la majoria de confessions cristianes i en l'islam, de manera que ha esdevingut un dels sants més populars, especialment durant l'edat mitjana. No obstant això, la seva historicitat és discutida i, probablement, és un personatge llegendari.
Sovint s'ha confós o s'ha barrejat la seva història amb la del bisbe Jordi de Capadòcia, amb qui no s'ha de confondre.

## Biografia
De la vida del sant no se'n tenen dades històriques, solament referències en multitud de llibres, com ara en el palimpsest Acta Sanctorum (segle v), el Georgslied (segle ix) o els escrits de Iacopo da Varazze, bisbe de Gènova (La Llegenda Àuria, segle xiii).
La tradició catòlica el fa fill de Geronci, un oficial romà de Capadòcia destinat a Diòspolis, actual Lod (Israel). Allà, es casà amb una jove local, anomenada Policrònia, i tingueren un fill; Georgios (en català, Jordi).
En arribar a la majoria d'edat, Jordi s'allista a l'exèrcit romà, tot seguint els passos del seu pare. Quan tenia trenta anys, el destinaren a Nicomèdia com a tribú i feu part de la guàrdia personal de l'emperador romà Dioclecià.

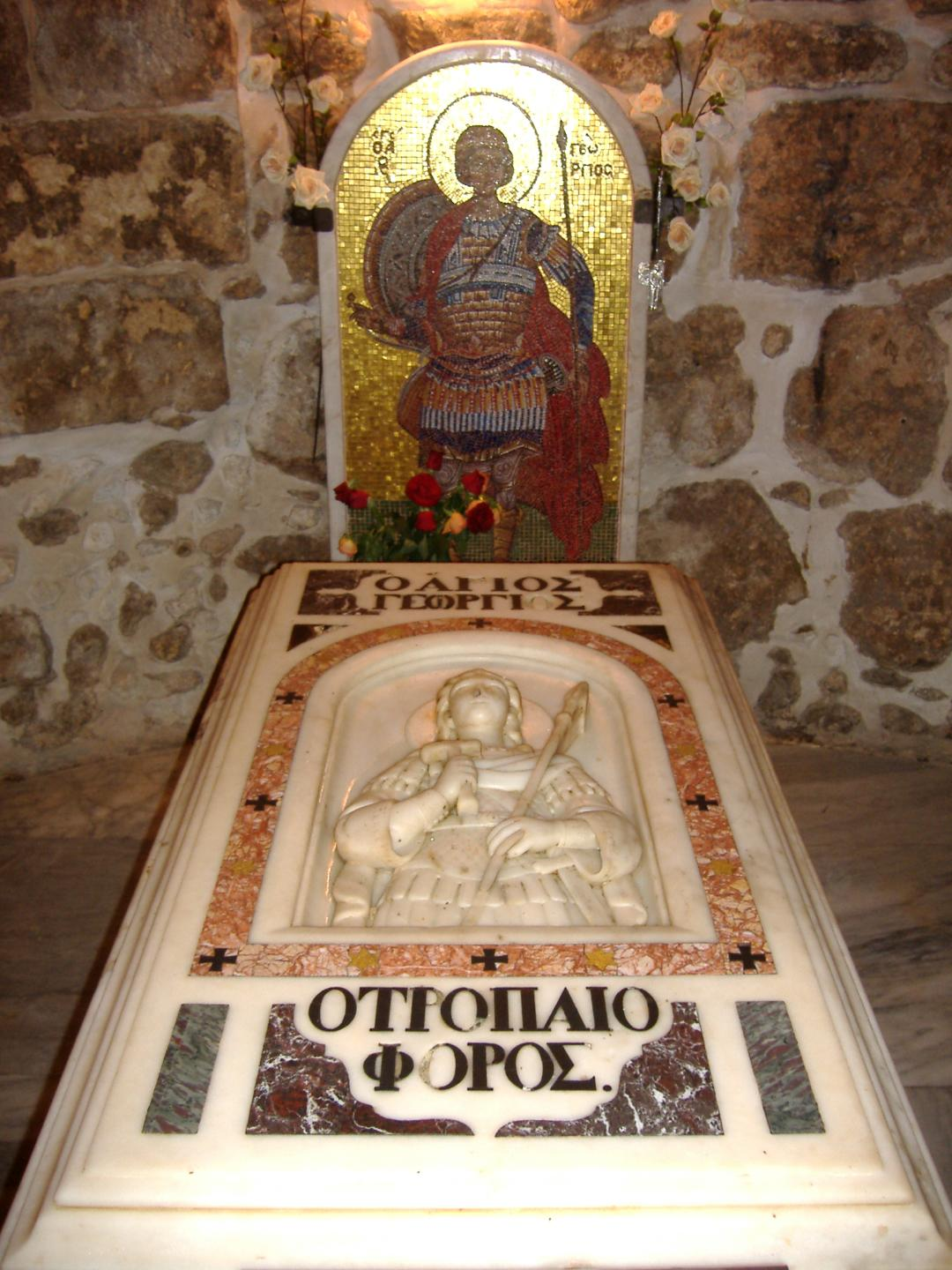
Tomba de Sant Jordi. Lod: església de Sant Jordi.

El 303, l'emperador ordena una persecució contra els cristians però el tribú Jordi es nega a actuar. Interrogat, els comunica que és cristià.
Dioclecià ordena la tortura del traïdor; l'encadenen a una roda d'espases i posteriorment, el decapiten. La tradició comenta que l'esposa de l'emperador, Alexandra, i Atanasi, un sacerdot pagà, es convertiren al cristianisme en veient l'exemple de Jordi, però poc després foren martiritzats.
El cos del màrtir Jordi fou traslladat a Diòspolis. Damunt la tomba, pocs anys després, Justinià I hi feu edificar una església en honor seu, seguint consells d'Eusebi de Cesarea. El 494 fou santificat pel papa Gelasi I.

## Historicitat
Per tal de resseguir la vida dels màrtirs i determinar la seva historicitat es considera cabdal l'existència d'una acta matyrum vàlida. En el cas de Sant Jordi aquestes actes tenen defectes: no són coetànies, i a més, descriuen fets ja impregnats d'un aire llegendari.
Les actes més antigues indiquen que Jordi és fill de Geronci, un noble persa, i Policrònia, dama palestina de Lydda (Diòspolis), actual Lod a Israel. Essent educat com a cristià, Jordi forma part de la milícia romana i viu en pecat amb una vídua. Quan l'emperador Dioclecià proclama l'edicte que obliga a rendir culte a Apol·lo, Jordi renega de la milícia, distribueix ses riqueses i s'enfronta a l'emperador, per la qual cosa és empresonat i martiritzat.

### Martiri
Segons els autors, el martiri de Jordi va durar set anys i durant aquests Jordi haurà mort i ressuscitat tres cops: cremat, tallat en dos per una roda d'espases i enverinat. Els autors afegeixen a les resurreccions un seguit de turments: cops de mall, graelles roents, sandàlies amb claus, plom fos, pedres sobre el cap i columnes al cos, etc. Segons les diferents actes, entre martiris i turments, Jordi encara tenia forces per a fer miracles a tort i a dret. Finalment, Jordi morí decapitat, tot i que abans va tenir temps de veure com els seus botxins eren devorats per un foc celestial.
A cada versió, la passió de Sant Jordi guanyava en inversemblança. Finalment, l'any 496, el papa Gelasi promulgà un decret segons el qual l'acta martyrum de Sant Jordi passa a ser considerada apòcrifa i desautoritzà els autors. El papa pontificà: «Jordi serà un d'aquells sants venerats pels homes, els actes del qual només coneixerà Déu».
La causa d'això és que la propagació del culte al sant era un fenomen imparable. I l'arrel d'aquesta propagació s'ha de cercar en la superposició de la figura del sant a quelcom més antic, ja que Sant Jordi és un màrtir amb un historial feble, malvist per bona part de l'Església (cal recordar que es descriu que viu en pecat).

## Veneració
La figura de Sant Jordi era el resultat de la síntesi d'un cúmul de tradicions paganes, la qual cosa no impedí que s'assimilés al cristianisme: com a religió emergent, el cristianisme necessitava personatges heroics que facilitessin el procés evangelitzador. El culte i la devoció a sant Jordi pren volada entre les comunitats cristianes primitives de l'orient de l'Imperi Romà, que li edifiquen esglésies i temples: en començar el segle v ja existien desenes d'esglésies dedicades al sant a Egipte, Etiòpia, Síria, el Líban, Iraq i Judea amb l'epicentre a la ciutat de Lydda (Diòspolis). En aquesta hi ha l'església de sant Jordi, construïda el 350, a la cripta de la qual hi ha la tomba del màrtir. Al segle vi la ciutat ja era inclosa en el pelegrinatge cap a Terra Santa. Sant Jordi era conegut gràcies a Gregori de Tours, que l'havia inclòs en un llibre dedicat a la glòria dels màrtirs. No obstant a Occident sant Jordi no destacava.

### Difusió del culte a occident
L'any 1098, durant la Primera Croada, els croats quedaren sorpresos quan varen prendre Diòspolis de mans turques: aquells infidels havien conservat el culte a sant Jordi, a qui els musulmans anomenaven Khidr o El Cavaller Verd. El protector de les milícies romanes de l'Imperi Romà d'Orient, el màrtir triat com a patró era també un home sant musulmà. El cavaller verd és esmentat en diversos passatges de l'Alcorà i, en aquella època, comptava amb santuaris al llarg del món islàmic, gaudint d'una enorme devoció popular, tanta, que havia estat la inspiració de diferents contes, com aquell que explicava que lluità contra el drac per protegir una bella princesa.
Els croats retornaren a ses terres amb una vella història en la qual el seu patró era protagonista d'un relat cavalleresc. La figura del sant s'estengué per Occident. En tornar a Anglaterra des de Palestina, el rei Ricard Cor de Lleó parlava del sant amb entusiasme, explicava que se li havia aparegut prop de Jerusalem, i per aquest motiu, ordenà la reparació del seu sepulcre a Lydda, després que aquest fos destruït per Saladí.
Els croats en popularitzen la devoció, expandeixen el culte al sant per tot l'Occident cristià i l'implanten a tot Europa. L'any 1246 Iacopo de Voragine va divulgar la Llegenda àuria on s'inclouen els episodis de Sant Jordi, el drac i la princesa, que es popularitzen arreu i produeixen innombrables versions. A partir del segle xiv, sorgeixen nombroses llegendes guerreres en les quals apareix miraculosament sant Jordi fent costat als guerrers cristians en el moment decisiu de la batalla.
Text original i traducció de la Llegenda àuria:
| TEXT ORIGINAL |
| --- |
| Georgius tribunus, genere Cappadocum, pervenit quadam vice in provinciam Libyae in civitatem, quae dicitur Silena. Iuxta quam civitatem erat stagnum instar maris, in quo draco pestifer latitabat, qui saepe populum contra se armatum in fugam converterat flatuque suo ad muros civitatis accedens omnes inficiebat. Quapropter compulsi, cives duas oves quotidie sibi dabant, ut eius furorem sedarent, alioquin sic muros civitatis invadebat et aerem inficiebat, quod plurimi interibant. Cum ergo iam oves paene deficerent (maxime cum harum copiam habere non possent), inito consilio ovem cum adiuncto homine tribuebant. Cum igitur sorte omnium filii et filiae hominum darentur et sors neminem exciperet, et iam paene omnes filii et filiae essent consumpti, quadam vice filia regis unica sorte est deprehensa et draconi adiudicata. Tunc rex contristatus ait: «Tollite aurum et argentum et dimidium regni mei et filiam mihi dimittite, ne taliter moriatur.» Quod rex videns coepit filiam suam flere dicens: «Heu me, filia mea dulcissima, quid de te faciam? Aut quid dicam? Quando plus videbo nuptias tuas?» Et conversus ad populum dixit: «Oro, ut indutias octo dierum lugendi mihi filiam tribuatis.» Quod cum populus admisisset, in fine octo dierum reversus populus est cum furore dicens: «Quare perdis populum tuum propter filiam tuam! En omnes afflatu draconis morimur.» Tunc, rex, videns quod non posset filiam liberare, induit eam vestibus regalibus et amplexatus eam cum lacrimis dixit: «Heu me, filia mea dulcissima, de te filios in regali gremio nutrire credebam et nunc vadis, ut a dracone devoreris. Heu me, filia mea dulcissima, sperabam ad tuas nuptias principes invitare, palatium margaritis ornare, tympana et organa audire, et nunc vadis, ut a dracone devoreris. «Et deosculans dimisit eam dicens: «Utinam, filia mea, ego ante te mortuus essem, quam te sic amisissem.» Tunc illa procidit ad pedes patris petens ab eo benedictionem suam. Quam cum pater cum lacrimis benedixisset, ad lacum processit. Quam beatus Georgius casu inde transiens ut plorantem vidit, eam quid haberet interrogavit. Et illa: «Bone iuvenis, velociter equum adscende et fuge, ne mecum pariter moriaris.» Cui Georgius: «Noli timere, filia, sed dic mihi quid hic praestolaris omni plebe spectante!» Et illa: «Ut video, bone iuvenis, magnifici cordis es tu, sed mecum mori desideras! Fuge velociter.» Cui Georgius: «Hinc ego non discedam donec mihi, quid habeas, intimabis.» Cum ergo totum sibi exposuisset, ait Georgius: «Filia noli timere, quia in Christi nomine te iuvabo.« Et illa: «Bone miles, sed te ipsum salvare festines, mecum non pereas. Sufficit enim, si sola peream. Nam me liberare non posses et tu mecum perires.» Dum haec loquerentur, ecce draco veniens caput de lacu levavit. Tunc puella tremefacta dixit: «Fuge, bone domine, fuge velociter.» Tunc Georgius equum ascendens et cruce se muniens draconem contra se advenientem audaciter aggreditur et lanceam fortiter vibrans et se Deo commendans ipsum graviter vulneravit et ad terram deiecit dixitque puellae: «Proice zonam tuam in collum draconis nihil dubitans, filia.» Quod cum fecisset, sequebatur eam velut mansuetissima canis. Cum ergo eum in civitatem duceret, populi hoc videntes per montes et colles fugere coeperunt dicentes: «Vae nobis, quia iam omnes peribimus!» Tunc beatus Georgius innuit iis dicens: «Nolite timere, ad hoc enim me misit Dominus ad vos, ut a poenis vos liberarem draconis. Tantummodo in Christum credite et unusquisque vestrum baptizetur et draconem istum occidam.» Tunc rex et omnes populi baptizati sunt, beatus Georgius evaginato gladio draconem occidit et ipsum extra civitatem efferri praecepit. Tunc quattuor paria boum ipsum in magnum campum foras duxerunt. Baptizati autem sunt in illa die XX milia exceptis parvulis et mulieribus. Rex autem in honorem beatae Mariae et beati Georgi ecclesiam mirae magnitudinis construxit. De cuius altari fons vivus emanat, cuius potus omnes languidos sanat. Rex vero infinitam pecuniam beato Georgio obtulit, quam ille recipere nolens pauperibus eam dari praecepit. Tunc Georgius de quatuor regem breviter instruxit, scilicet ut ecclesiarum dei curam haberet, sacerdotes honoraret, divinum officium diligenter audiret et semper pauperum memor esset; et sic osculato rege inde recessit. In aliquibus tamen libris legitur quod dum draco ad devorandum puellam pergeret, Georgius se cruce muniuit et draconem aggrediens interfecit." |

| TRADUCCIÓ |
| --- |
| "El tribú Jordi, del llinatge dels capadocis, en certa ocasió, va arribar a la província de Líbia, a una ciutat que és anomenada Silena. Al costat d'aquesta ciutat, hi havia un estany, amb l'aspecte de mar, en el qual s'amagava un drac pestilent, que sovint posava en fuga el poblat armat contra ell i, apropant-se als murs de la ciutat, amb el seu alè els destruïa tots. Obligats per aquesta situació, els ciutadans li lliuraven dues ovelles cada dia per tal de calmar el seu furor; d'altra manera, entrava dins els murs de la ciutat i corrompia l'aire de tal manera que moltíssims morien. Quan, en conseqüència, ja quasi faltaven ovelles i quan, principalment no en podien tenir abundància, iniciada una ordenança, tributaven una ovella amb l'afegit d'un home. Quan, així doncs, eren lliurats a sorts els fills i filles de tots els homes i la sort no exceptuava ningú, i ja quasi tots els fills i filles havien estat engolits, en certa ocasió, l'única filla del rei va ser escollida per sort i adjudicada al drac. Llavors el rei, entristit, digué: «Agafeu or i plata i la meitat del meu regne i perdoneu-me la filla, perquè no mora de tal manera.» A aquest el poble li respon amb furor: «Tu, oh rei, feres aquest edicte i ara tots els nostres fills són morts i tu vols salvar la teua filla! I si no compleixes amb ta filla, allò que vas ordenar als altres, et cremarem de baix a dalt a tu i casa teua.» Veient això, el rei comença a plorar la seua filla dient: «Ai de mi, filla meua dolcíssima, què faré amb tu? O què diré? Quan, a més, veuré les teues noces?» I, havent-se girat cap al poble, digué: «Prego que em doneu un temps de huit dies per plorar per ma filla.» Havent admès això el poble, al final dels huit dies el poble va retornar dient amb furor: «Per què arruïnes el teu poble a causa de ta filla! Mira com tots morim per l'alenada del drac.» Llavors, el rei, veient que no podia alliberar la filla, va vestir-la amb robes reials i, havent-la abraçada, li digué amb llàgrimes: «Ai de mi, filla meua dolcíssima, creia que tu nodriries els fills a la teva falda reial i ara te’n vas per ser devorada pel drac.» «Ai de mi, filla meua dolcíssima, esperava invitar els prínceps a les teues noces, guarnir el palau amb perles, sentir timbals i orgues; i ara te’n vas perquè sigues devorada pel drac.» I bessant-la molt la va acomiadar dient: «Tant de bo, filla meua, jo m’hagués mort abans que perdre’t així.» Llavors ella es llançà als peus del pare demanant la seua benedicció. Quan el pare va beneir-la amb llàgrimes, se n'anà cap al llac. Quan Sant Jordi, que casualment passava per allí, la va veure plorant; li preguntà què li passava. I ella: «Bon jove, puja de pressa al cavall i fuig, no mores amb mi de la mateixa manera.» A aquesta contesta Jordi: «No tingues por, filla; millor dis-me per què t’estàs aquí dempeus amb tot el populatxo mirant?!» I ella: «Com veig, bon jove, tu ets d'un cor magnífic, però no desitges morir amb mi! Fuig veloçment.» A aquesta Jordi: «D'aquí jo no me n'aniré fins que no m’expliquis què et passa.» Com que, en conseqüència, li va exposar tot, Jordi digué: «Filla, no tinguis por, perquè en el nom de Crist t’ajudaré.» I ella: «Bon soldat, afanya’t a salvar-te tu mateix, no mores amb mi; ja n'hi ha prou si moro jo sola, ja que no em podries alliberar i tu moriries amb mi.» Mentre parlaven, heus aquí que el drac es va apropar traient el cap del llac. Llavors la noia tremolant de por li digué: «Fuig, bon senyor, fuig de pressa.» Llavors Jordi, pujant-se’n al cavall i protegint-se amb el senyal de la Creu, carrega audaçment contra el drac que venia cara a ell; i, brandant fortament la llança i encomanant-se a Déu, el va ferir greument i el va tombar a terra i digué a la noia: «Llança el teu cinyell al coll del drac sense dubtar, filla.» I, com que ho va fer, el drac la seguia com si fos una gosseta mansíssima. I, en conseqüència, com que va conduir-lo a la ciutat, els habitants, veient això, van posar-se a fugir per les muntanyes i els turons dient: «Ai de nosaltres, que ara morirem tots!» Llavors Sant Jordi va fer los un gest amb el cap dient: «No tingueu por, ja que el Senyor m’ha enviat a vosaltres per això, per alliberar-vos dels càstigs del drac. Senzillament, creieu en Crist i bategeu-vos cadascú de vosaltres i mataré aquest drac.» Llavors el rei i tots els habitants va batejar-se, Sant Jordi, espasa desembeinada, va matar el drac i va ordenar que el drac fos portat fora de la ciutat. Aleshores quatre parells de bous el portaren fora, a un camp gran. Per una part, van batejar-se en aquell dia vint mil, exceptuant els menuts i les dones. Per l'altra, el rei va construir una església d'una grandària admirable en honor de Santa Maria i Sant Jordi. Del seu altar en raja una font constant, i beure d'aquesta font cura tots els malalts. Endemés, el rei va oferir una infinitat de diners a Sant Jordi, que ell, no volent-los rebre, va manar que es donés als pobres. Aleshores, Jordi van instruir el rei breument sobre els quatre preceptes, és a dir, que tingués cura de les esglésies de Déu, que honorés els sacerdots, que escoltés amb atenció l'ofici diví i que sempre tingués memòria dels pobres. I així, després de fer-li un petó al rei, va partir. Tanmateix, en alguns llibres, es llegeix que, mentre el drac s'apropava a devorar la noia, Jordi va protegir-se amb el senyal de la Creu i, atacant el drac, el va matar." Trad. Roger Ferran i Baños i Samuel González Ruiz |

### Patronatge
Sant Jordi és el patró de diversos territoris i nacions, entre els quals hi ha Catalunya, Aragó, Portugal, Anglaterra, Djibouti, etc. Altrament, i igual que Sant Jordi és patró d'Aragó i Catalunya, també ho va ser del Regne de València abans d'optar pel patronatge de Sant Vicent Ferrer, i encara el 1706 es creava el Regiment de Sant Jordi Patró del Regne. De fet, a l'antic escut de la Generalitat del Regne de València, Sant Jordi representava a l'estament militar i nobiliari, juntament amb la Mare de Déu, del braç eclesiàstic, i l'Àngel Custodi, de les ciutats i viles reials. Així mateix, el sant és protector de les ciutats d'Alcoi, Càceres, Gènova, Venècia, Ferrara, Nàpols, Hannover, Amersfoort, Istanbul, Beirut, etc.
Quant a les relíquies del sant, en trobem a Alcoi, on es conserven dues falanges de la mà dreta del sant, Conques (a França) i Gènova, Venècia (San Giorgio Maggiore) i Roma (San Giorgio in Velabro). De Venècia, una petita relíquia del crani fou cedida a la capella del Palau de la Generalitat de Barcelona. I des de temps antics es venera la relíquia de Sant Jordi al nucli de població d'Alta-riba del municipi d'Estaràs.

#### Patronatge a Catalunya
A Catalunya, comencen a estendre's les llegendes segons les quals sant Jordi intervé en batalles al costat dels comtes catalans: Borrel II, Jaume I, etc.; també és invocat pels almogàvers enmig de les lluites. Segons el Costumari Català de Joan Amades, el fet que Sant Jordi sigui el patró dels cavallers a la Corona d'Aragó es deu a l'ajut que va donar el sant al rei Pere I d'Aragó l'any 1096. Segons s'explica, l'esmentat rei va guanyar la batalla d'Alcoraz, que va implicar la reconquesta d'Osca contra els sarraïns després que aquest invoqués el sant. Per a agrair la gesta, el rei va nomenar-lo no només patró de la cavalleria sinó també de la noblesa de la Corona d'Aragó.
A Catalunya, la festa es va generalitzar a mitjan segle xv i el seu patronatge de Catalunya ja s'esmenta a començament del mateix segle xv.

### Festes
Arreu de Catalunya se celebra la Diada de Sant Jordi.
Hi ha poblacions que celebren festes en honor de Sant Jordi, entre moltes altres:
- Alcoi, festes de Moros i cristians
- Banyeres de Mariola, festes de Moros i cristians
- Montblanc, actes de la Setmana Medieval de la Llegenda de Sant Jordi
- Puigverd de Lleida, Patró de la vila i festa medieval[7]

## Llegenda de Sant Jordi i el drac

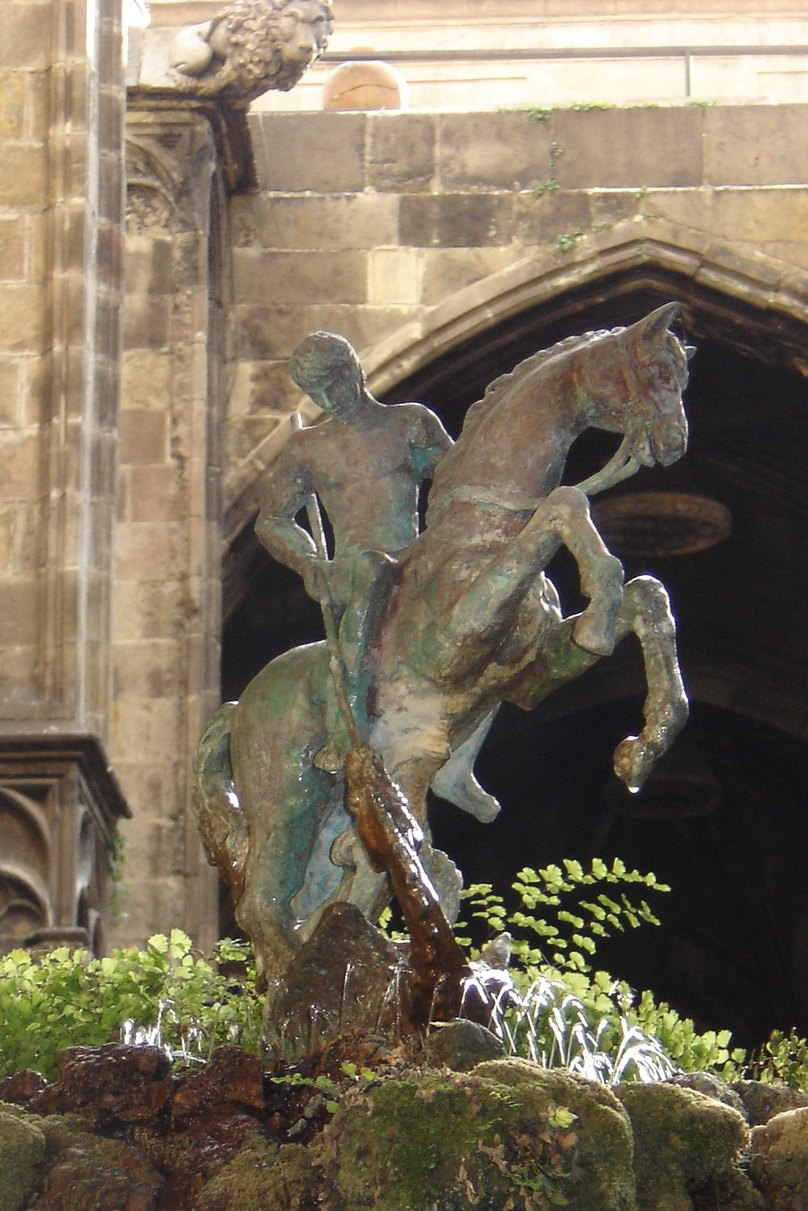
Sant Jordi (1971) en el moment de clavar la llança al drac. Bronze d'Emili Colom. Barcelona: claustre de la catedral.
Aquest sant Jordi, instal·lat dins una glorieta, reposa sobre un sortidor on, cada any per la diada del Corpus, s'hi fa el cèlebre ou com balla.

Icona de sant Jordi, provinent d'un obrador de Constantinoble. Atenes: Museu Cristià i Bizantí.

La història per la qual és conegut el sant arreu del món és per la mort que va provocar al drac que pretenia menjar-se Cleodolinda, una preciosa donzella. Aquesta narració la va escriure Iacopo da Varazze al segle xiii en la seva obra "La Llegenda Àuria". Prompte es va escampar per tot Europa fins a arribar a tota la Corona d'Aragó.
Conta la llegenda que Sant Jordi era un soldat romà nascut al Pròxim Orient i és el gran protagonista d'una gran gesta cavalleresca que se situa a Líbia. Tot i això, certa tradició catalana (Costumari Català de Joan Amades) la creu esdevinguda a la població de Montblanc (Conca de Barberà); o bé no en fa cap referència (Les Tradicions religioses de Catalunya).
Diuen que assolava els voltants de la vila un drac ferotge i terrible, que posseïa les facultats de caminar, volar i nedar, i tenia l'alè pudent, fins al punt que des de molt lluny amb les seves alenades enverinava l'aire, i produïa la mort de tots els qui el respiraven. Era l'estrall dels ramats i de les persones i per tota aquella contrada regnava el terror més profund. Els habitants van pensar que si li donaven cada dia una persona que li serviria de presa, no faria l'estrall a tort i a dret. De fet, la llegenda diu, que el sistema els va sortir d'allò més bé, però el que era realment complicat, era de trobar una persona que cada dia es deixés menjar per aquell monstre. Tot el veïnat va decidir, doncs, fer cada dia un sorteig entre tots els habitants de la vila i que aquell que destinés la sort seria lliurat a la "simpàtica" fera.
Així es va fer durant molt de temps i el monstre se'n devia sentir satisfet, ja que deixava de fer els estralls i malvestats que havia fet abans. Però… vet aquí que un dia, la sort va voler que la filla del rei fos la destinada. La princesa era jove i bella. Hi hagué ciutadans que es van oferir per reemplaçar-la, però el rei fou sever i inexorable, i amb el cor ple de dol, va dir que tant era la seva filla com la de qualsevol dels seus súbdits i s'avingué que fos sacrificada. La donzella eixí de la ciutat i ella soleta s'encaminà cap al llac on residia la fera, mentre tot el veïnat, desconsolat i afligit, mirava des de la muralla com se n'anava al sacrifici.
Però fou el cas que, quan va ésser un xic enllà de la muralla, se li presentà un jove cavaller, cavalcant un cavall blanc, i amb una armadura tota daurada i lluent. La donzella, tota preocupada, li digué que fugís ràpidament, ja que per allí rondava un monstre que així que el veiés se'l menjaria. El cavaller li digué que no temés, que no li havia de passar res, ni a ell ni a ella, ja que havia vingut expressament per combatre la fera i així alliberar del sacrifici de la princesa, com també a la vila de Montblanc. La fera, va sortir de cop i volta amb gran horror de la donzella i amb gran goig del cavaller. Va començar una intensa però breu lluita, fins que el cavaller li va clavar una bona estocada amb la seva llança, que va deixar malferida a la terrible bèstia. El cavaller, que era Sant Jordi, lligà el monstre pel coll i la donà a la donzella perquè ella mateixa la portés a la ciutat, i la fera seguí tota mansa i atemorida. La llegenda explica fins i tot, que els habitants de la vila havien vist tota aquella gesta des de la muralla i que rebé amb els braços oberts a la donzella i el cavaller. A la plaça major de la vila, els vilatans van acabar de rematar aquell ferotge animal. De la sang que en brollà, en sorgí ràpidament un roser, amb les roses més vermelles que la princesa hagués vist mai. D'aquest roser el jove cavaller tallà una rosa i l'oferí a la princesa.
Es diu que el rei va voler casar la seva filla amb Sant Jordi, però que aquest li va replicar que no la mereixia i que la seva visita en aquella vila era perquè havia tingut una revelació divina sobre la necessitat urgent de salvar la vila del monstre. Recomanà al rei i als seus vassalls que fossin bons cristians i que honressin i veneressin Déu tal com mereixia. Desaparegué misteriosament tal com havia vingut.
La rondalla de la Cuca de la Mola, situada a la vila mallorquina de Sóller, és una versió força reduïda d'aquesta història.

### Precedents pagans

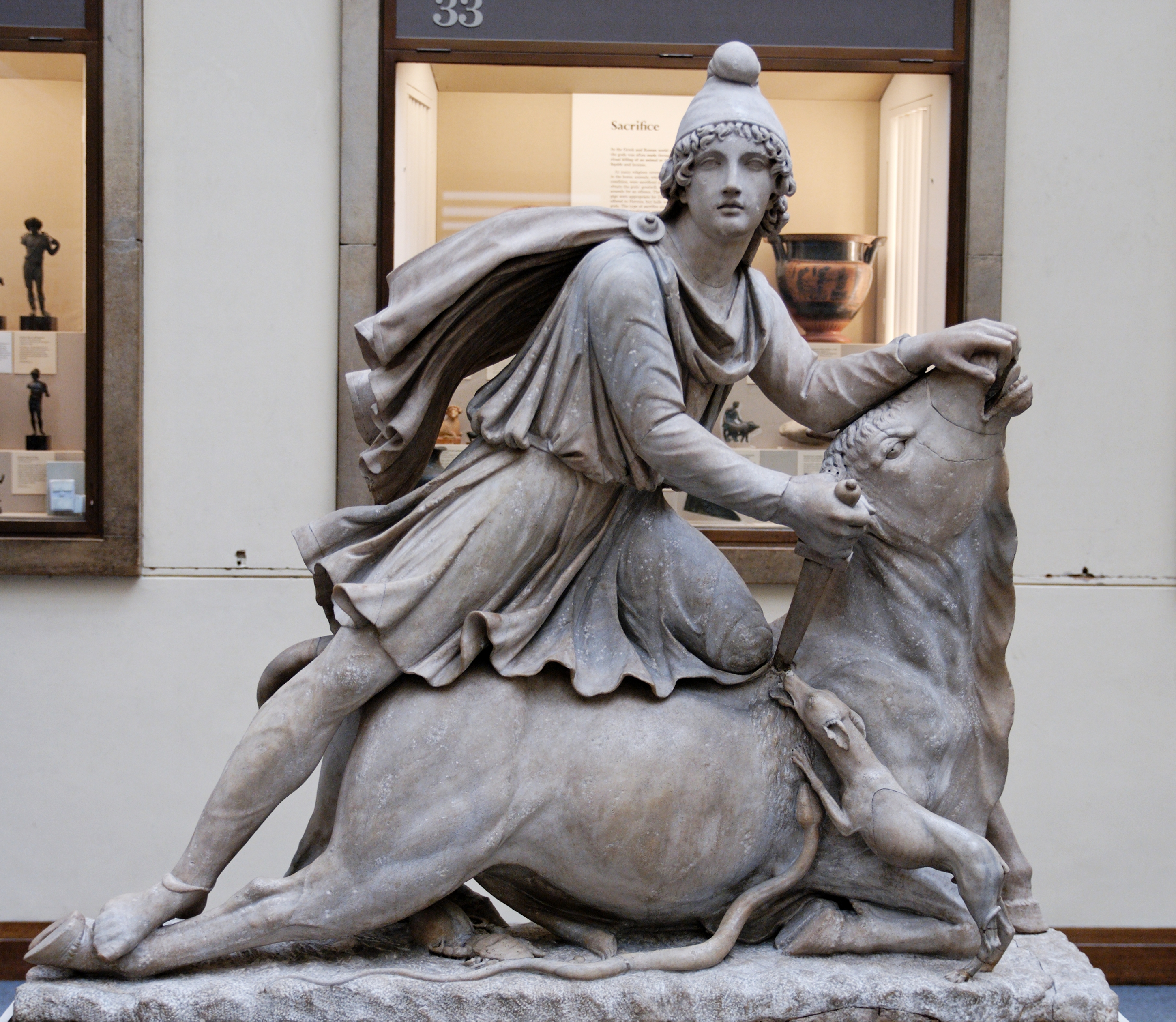
Tauroctonia (o representació del déu solar Mitra sacrificant un bou, segle II). Marble. Londres: Museu Britànic.
Mitra hi és mostrat amb vestimenta oriental, amb pantalons i barret frigi. També s'hi mostren un gos i una serp mentre proven de sucar la sang del bou, i un escorpí que li ataca els genitals.

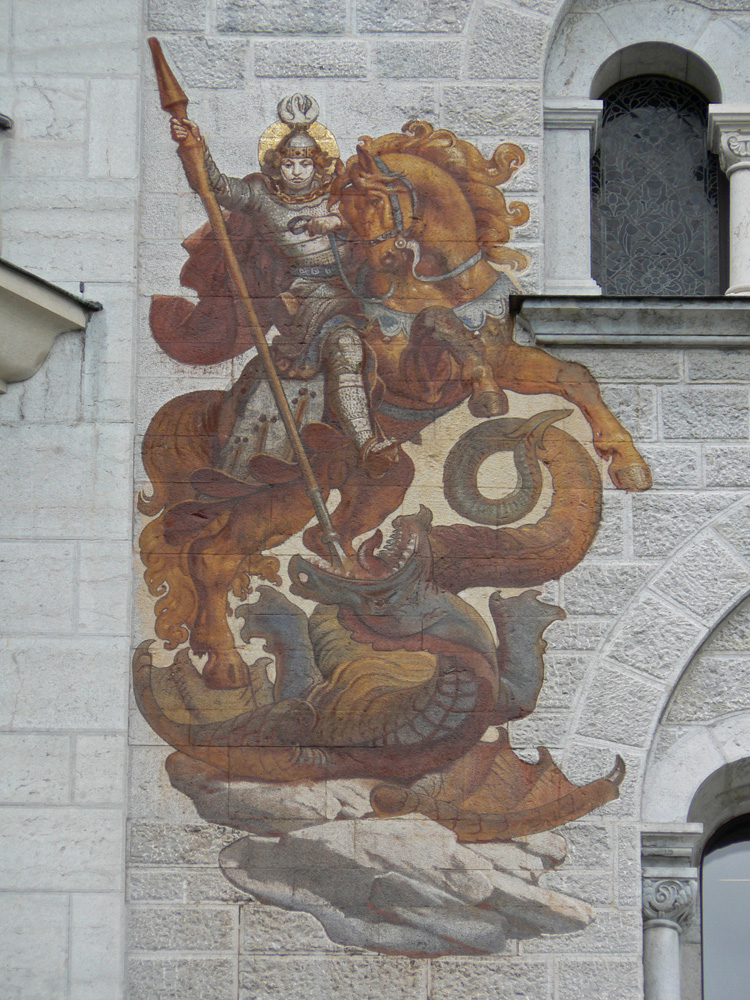
Pintura mural de Sant Jordi, al fresc. Schwangau: castell de Neuschwanstein.

En el Museu del Louvre es conserva un baix relleu, datat d'entre els segle iv i iii, on és representat el déu Horus clavant una llança al coll d'un cocodril, imatge del déu Seth. En aquest cas Horus llueix la indumentària d'un legionari i és representat sobre un cavall, a diferència de la Barca en què sempre es representava aquesta escena a l'antic Egipte. Aquesta peça indica l'assimilació del mite egipci per part de la Roma oriental.
L'essència del mite, el cavaller que mata el drac, és, de fet, una de les primeres epopeies que acompanyen el desenvolupament de la civilització. Tres mil anys abans de Crist els Sumeris expliquem com el drac Kur rapta la deessa Ereshkigal i com el déu Enki lluita contra ell per alliberar-la. Totes les cultures mesopotàmiques reviuran una rere altre la llegenda (hitites, babilonis, cananeus, assiris…). Així mateix, a Pèrsia trobem la figura del déu Mitra, clarament identificable amb sant Jordi.
La dama que se sacrifica davant el monstre per salvar la seva ciutat té com a precedent Hesíone, de la mitologia grega.

### Representacions teatrals de la llegenda
El mite de Sant Jordi matant el drac no podia escapar a la seua dramatització allà on se'n venera la figura. Així, l'escenificació de la llegenda més primitiva que es coneix és la de Banyeres de Mariola (l'Alcoià) que la va viure el 1981 amb motiu del segon centenari de l'arribada de la Relíquia del Sant al poble. Actualment, és una posada en escena espectacular en un paratge natural (el Parc de Vil·la Rosario) on participen més de 200 persones amb foc, llum, dansa i música en directe.
La representació de Montblanc és un espectacle que se celebra cada any (des de 1987) en la part més alta de la vila, en un marc incomparable, que és el conjunt arquitectònic del recinte emmurallat de la vila ducal, un dels més ben conservats de Catalunya. En aquest espectacle de llum, so, efectes sonors i visuals, pirotècnia, i moltes coses més, hi participen més de 500 persones, vestides de cap a peus segons els cànons de l'època medieval, entre les quals es poden trobar nobles, gent del poble, clergues, jueus, etc.
Són també conegudes les "Llegendes" d'Alcanyís (Terol) o Santurtzi (Biscaia).

## Llegendes de Sant JordiMatamoros

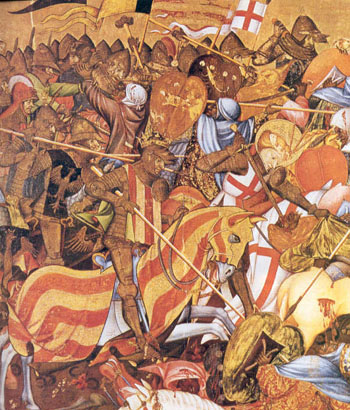
Taula central del Retaule del Centenar de la Ploma (datat entre 1401 i 1405), que representa la batalla del Puig, el 1237. Atribuït inicialment a Marçal de Sax, i amb posterioritat a Miquel Alcanyís. Londres: Victoria and Albert Museum.

A partir del segle x a França apareixen sants guerrers que intervenen en distints episodis bèl·lics. Al segle xii aquesta versió ja era habitual en la literatura i la historiografia franca, amb la descripció d'accions armades de cavallers meravellosos muntats sobre un cavall blanc, eco de relats bíblics, que degueren influir en la narració de la conquesta normanda de Sicília en la qual Sant Jordi apareix per primera vegada.
A la península Ibèrica, el sant guerrer contra els musulmans es va escindir en dues figures principals que s'assignen segons en els territoris d'influència de cada estat en la seva lluita contra al-Àndalus.
Per una banda, a Lleó, Castella i Portugal (en un primer moment) el cavaller és Santiago, dit Matamoros, figura sacra que va evolucionar de ser objecte d'invocació (S. IX) a estar present i intercedir en episodis bèl·lics -conquesta de Coïmbra (1064), segons la història seminense, del primer terç del segle xii i el Codex calixtinus, escrit entre 1160 i 1180- i finalment, ser un guerrer actiu molt semblant en iconografia i conducta a Sant Jordi, ja a la primera meitat del segle xiii -Chronicon mundi de Lucas de Tui, escrit cap a 1238, i De rebus Hispaniae de Rodrigo Jiménez de Rada, escrit cap a 1243-. En la segona d'aquestes obres Sant Jaume guerreja en la presa de Coïmbra, però sobretot en ambdues intervé fent-ho en la llegendària batalla de Clavijo (844).
Pel que fa a la Corona d'Aragó, en el mateix segle xiii, el cavaller blanc que lluita contra els musulmans és identificat com Sant Jordi. En primer lloc, per la seva major antiguitat documental però també per distanciar-se del «Privilegi dels Vots», falsament instituït després de la batalla de Clavijo, pel qual s'obligava a tributar en favor de l'Arquebisbat de Santiago mentre hi hagués musulmans a la península Ibèrica. El qual, però, només va tenir vigència a Castella i a Lleó. Aquesta institució tributària condiciona una de les principals diferències entre Sant Jaume i Sant Jordi, mentre que Sant Jordi no estableix comunicació oral amb els guerrers als qui ajuda, Santiago procura aparèixer en somnis o èxtasis previs revelant sempre la seva identitat, sens dubte per legitimar i estimular l'obligació fiscal.

### Sant Jordi a la conquesta normanda de Sicília
La primera referència a la intervenció bèl·lica de Sant Jordi contra els musulmans s'hauria produït en la batalla de Cerami (1063) episodi de la conquesta normanda de Sicília, segons De rebus gestis Rogerii Calabriae et Siciliae Comitis et Roberti Guiscardi Ducis fratris eius, escrit per Godofreu Malaterra cap a 1098. En el text es descriu l'aparició d'un esplèndid cavaller armat sobre un cavall blanc, portant una llança adornada per un estendard blanc coronat per una creu resplendent, el qual liderant només 36 cavallers va posar en fuga a 3.000 enemics. El text indica que els cavallers normands el seguiren tot invocant a Déu i a Sant Jordi, assenyalant d'aquesta manera indirecte que pogués tractar-se del sant.

### Sant Jordi a la conquesta de Mallorca

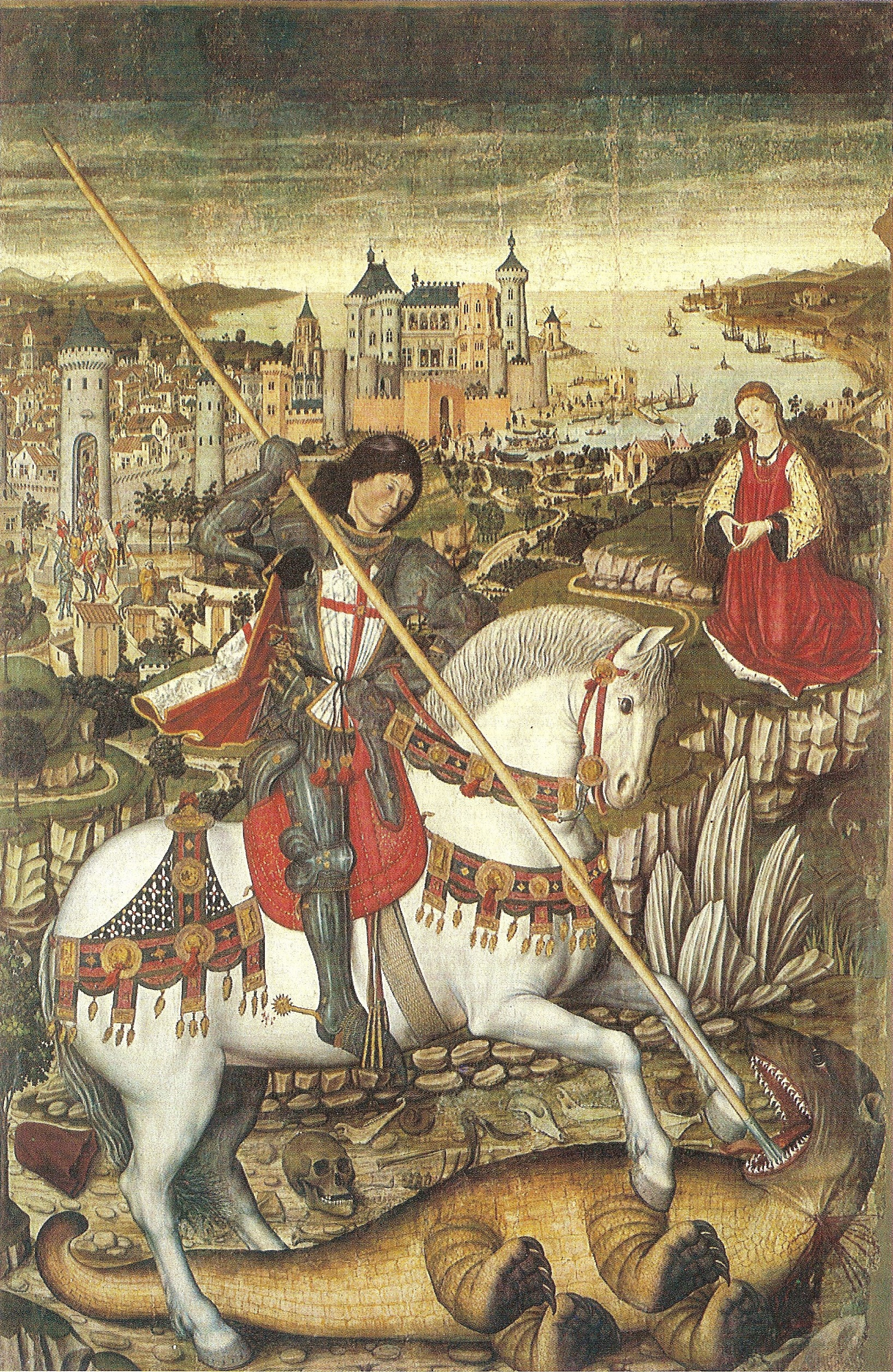
Retaule de Sant Jordi de Pere Niçard (1468), amb la Ciutat de Mallorca idealitzada al fons. Museu Diocesà de Mallorca

La referència documental més antiga de l'ajut de Sant Jordi en les conquestes cristianes de la Corona d'Aragó es deu al Llibre dels fets de Jaume I durant la Conquesta de Mallorca (1229), que és esmentada de la següent manera:
| «                                                      | E segons que els sarrains nos contaren, deien que viren entrar primer a cavall un cavaller blanc ab armes blanques; e aço deu ésser nostra creença que fos sent Jordi, car en estories trobam que en altres batalles l'han vist de crestians e de sarrains moltes vegades | » |
| — Llibre dels fets, capítol 84, Jaume I el Conqueridor | |   |

Aquesta referència al cavaller blanc també es troba en la versió àrab de la conquesta, Kitāb Tā’rīẖ Mayūrqa, d'Ibn Amira al-Makhzumí del segle xiii:
| «                                            | Un d'ells s'avançà i feu penetrar el seu cavall per aquell esbaldrec i va encendre la torxa dins aquella obscuritat. El cavall es guarnia amb dos gonions el fred entramat dels quals era com una llacuna que refredava la calor de les llançades, i el seu ferro feia que la part blana de les seves llances es trencàs. La gent s'acovardí i feu anques enrere. | » |
| — Kitab Ta'rih Mayurqa, Ibn Amira Al-Mahzumi | |   |

La vinculació del sant amb la conquesta de l'illa fou immortalitzada per Pere Niçard i el seu company Rafel Mòger, autors del retaule de Sant Jordi, promogut pel col·legi dels flassaders de Mallorca. La festa de sant Jordi fou molt celebrada, d'altra banda, a la ciutat, del segle xv al segle xviii.
Altres llegendes de sant Jordi a Mallorca vinculen el sant amb la derrota dels moros a Son Ferrandell (Valldemossa) durant la Conquesta, a l'alliberament de Sóller del terror de la Cuca de la Mola, i a un fet meravellós segons el qual el cavall de sant Jordi anà de la possessió de Bini, a Mallorca, fins a Barcelona d'un sol salt fet d'una roca que s'anomenà sa Roca Saltadora.

### Llegenda de la batalla d'Alcoraz
A partir de les Cròniques dels reis d'Aragó e comtes de Barcelona, escrita poc abans de 1359, s'afirma que Sant Jordi va participar en la batalla d'Alcoraz i la seva intervenció hauria estat simultània a la conquesta d'Antioquia durant la Primera Croada.

### La llegenda de la batalla del Puig de València
Tot i no fer-ne esment al llibre dels fets, ni a cap de les altres grans cròniques, se cita, novament, a les Cròniques dels reis d'Aragó i comtes de Barcelona la intervenció miraculosa de Sant Jordi, amb un estol de cavallers que l'acompanyaven, en la batalla del Puig.

### Llegenda de l'alliberament d'Alcoi

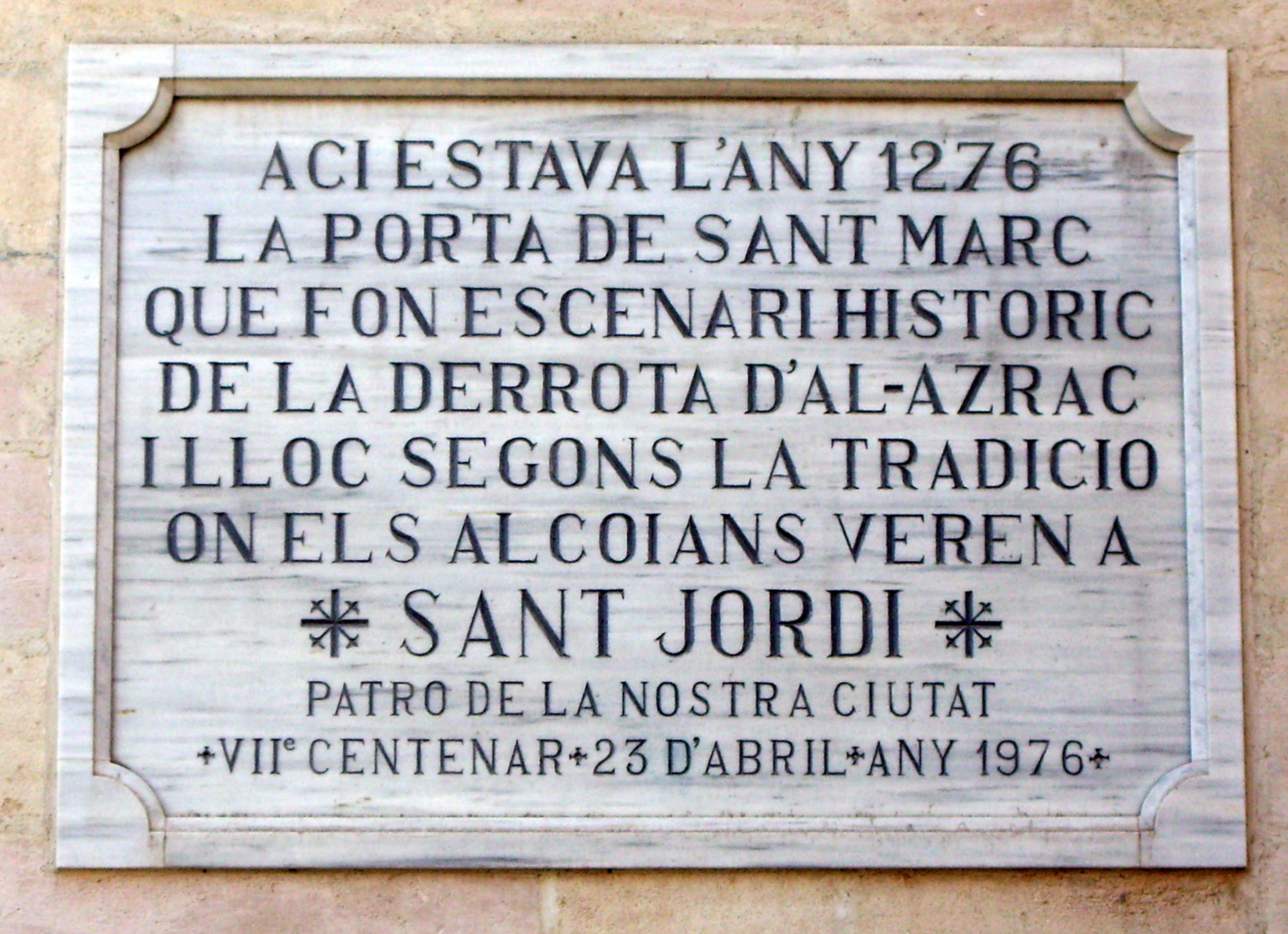
Làpida commemorativa del setè centenari de la mort del cabdill andalusí Al-Azraq, escaiguda el 1276 Alcoi: església de Sant Jordi.

L'alliberament d'Alcoi del setge que patia a la primavera del 1276, i la subseqüent victòria sobre els musulmans el dia 23 d'abril, dona lloc a la llegenda de Sant Jordi Matamoros. Segons la llegenda, fou sant Jordi qui rescatà els soldats cristians d'una emboscada al barranc de la Batalla; tanmateix segons els fets històrics documentats, aquesta batalla fou una severa derrota per als cristians. És per aquesta llegenda que les icones de sant Jordi a Alcoi i les poblacions veïnes inclouen imatges de musulmans fugint i altres motius pareguts, en comptes del tradicional drac. Aquesta versió difosa pel sud del País Valencià difereix de la tradició típicament alcoiana en la qual s'apareix sobre les muralles de la vila durant el setge d'Al-Azrāq. La defensa alcoiana estava capitanejada per mossèn Ramon Torregrossa el qual segons la tradició va demanar en oració la intervenció del sant.
| « | Davant del greu i imminent perill de què eren coneixedors els alcoians, s'havien congregat molt enjorn en la xicoteta església parroquial i allí davant de l'ara Santa, el Déu de les batalles havia descendit a les mans d'un sacerdot, que si era una torre en la fe, era un gegant en l'amor a la seua pàtria; el seu nom ens l'ha conservat també la tradició; s'anomenava Ramón Torregrossa; en aquell tràngol verdaderament crític, poble i sacerdot, verdaderament identificats, imploraven del cel valor i força suficients per a resistir, auxili i protecció per a vèncer; i perquè foren valedores les seues pregàries i oracions, interposaven els mèrits d'un sant màrtir, que les tropes cristianes aclamaven com a patró i als quals els musulmans anomenaven el Senyor o Hualí; quan aquells valents, oblidant-se del perill, estaven en místic arrapament, una veu robusta i de comandament es va sentir de talaia en talaia, de torre en torre, A les armes! A les armes! Repetia. Els moros sobre el Portell! No va ser menester més; com el que desperta de dur malson, aquells alcoians van tornar a la realitat, tant més clara quan donant-los exemple el clergue, es desposseïx de les vestidures sagrades, empunya la primera cosa que troba a mà i arenga perquè li seguisquen a defendre el punt vulnerable; pocs eren els defensors, però amb ells estava el poder del cel; invoquen Sant Jordi i quan més dur era l'atac, quan més en perill es troben aquells herois, flota en l'aire un blanc núvol que a les llampades del sol es convertix en àuria i sobre ella un cavall bellíssim que munta i guia un guerrer que porta sobre el seu pit una creu del color de la sang, el qual llançant dards, posa, o fora de combat als més temeraris dels moros com Alazrach (sic), o en vergonyosa fugida als més prudents. Victòria per Sant Jordi!, exclamen tots. Victòria pel nostre patró! | » |

«La documentació de l'època, però, és poc respectuosa amb la tradició».
El primer punt contradictori és que la Crònica del rei Jaume I només menciona la mort del cabdill Al-Azrāq però cap intervenció divina a diferència del Puig i Mallorca. Pel que se sap la primera referència a Sant Jordi a Alcoi és un benifet a l'església de Santa Maria datat el 1317 i no és fins a l'any 1394 que apareixen serioses referències respecte al patronatge del sant. La primera vegada que apareix l'anotació "patró nostre" data de l'any 1420. El 1551 en la Segona part de la història de València el teòleg Pere Antoni Beuter segueix en prou fidelitat la Crònica de Jaume I però hi afegeix la valenta reacció dels alcoians i la figura de mossèn Toregrossa. Vicent Carbonell, sí que fa que aparega amb tot luxe de detalls la fantàstica escena del màrtir romà en la Célebre Centúria publicada el 1672. El que desconeixen ambdós historiadors és l'atac musulmà a Alcoi d'Al-Abbas de 1304 i que en la primeria del segle xiv va existir a Alcoi un capellà anomenat Ramón Torregrossa o que Al-Azrāq va morir el 5 de maig, no el 23 d'abril de 1276. A mesura que passa el temps el fet s'engrandix i es dona per segura la intervenció divina. Aquests autors van voler marcar un fet perquè Alcoi entrara en els annals de la història i van crear la llegenda de Sant Jordi Matamoros. Més de set-cents anys de tradició i veneració al Sant de Capadòcia, ha donat lloc a través dels segles, a la festa de Moros i Cristians.

#### Iconografia a Alcoi
Fou a principis del segle xix quan l'alcoià Miquel Gironès, encarregà fer una imatge del sant "matamoros" no falta de polèmica dins d'alguns sectors catòlics actuals. Iconografia que, al capdavall, i al llarg del segle es convertiria en l'oficial. La iconografia de sant Jordi fins al segle xix fou la d'aquest amb el Drac. A tal efecte, en les festes del segle xviii, fins i tot se celebraven actes com els de la Cucafea, que recordaven l'esmentada llegenda. El conjunt escultòric policromat actual és obra de l'escultor valencià Enrique Galarza i Moreno, realitzada el 1940 que substitueix al desaparegut durant la guerra civil.
A l'església de Sant Jordi d'Alcoi es pot veure el llenç que representa la batalla que els alcoians van mantenir el 1276, tal com la va interpretar el pintor Ferran Cabrera Cantó.

## Iconografia
Se'l representa com un cavaller jove i airós, amb indumentària militar al gust de cada època (amb armadura medieval, com un soldat romà, etc.). Pot aparèixer dempeus però la seva imatge més típica és dalt d'un cavall blanc llancejant el drac.
Obres:
- Sant Jordi allibera la princesa, de Donatello. 1416-1417. (Museu del Bargello, Florència)
- Sant Jordi i el drac de Paolo Uccello. Cap a 1456. (National Gallery, Londres)
- Predel·la del Retaule del Conestable, de Jaume Huguet. 1464-1465 (MUHBA)
- Sant Jordi i la princesa pintura del segle xv que durant molts anys va ser atribuïda a Jaume Huguet (MNAC)
- Medalló de Sant Jordi de la façana gòtica del Palau de la Generalitat, obra de Pere Joan. 1418.
- Sant Jordi dempeus llancejant del drac. Estatueta d'argent procedent del Palau de la Generalitat. s. XV (MNAC)
- Sant Jordi, de Bernat Martorell. Cap a 1425-37. Institut d'Art de Chicago
- Clau de volta del templet del brollador del claustre de la Catedral de Barcelona, de Joan Claperós. 1448.
- Frontal de la capella de Sant Jordi del Palau de la Generalitat, obra d'Antoni Sadurní.1451
- Sant Jordi, de Pere Niçard. s. XV (Museu Diocesà de Mallorca)
- Plafó de rajoles amb la representació de Sant Jordi. S. XVI (Museu del Disseny de Barcelona)
- Sant Jordi i el drac de Peter Paul Rubens. Cap al 1620 (Museu del Prado)
- El martiri de sant Jordi, de Peter Paul Rubens. Cap al 1615. Museu de Belles Arts de Bordeus.
- Sant Jordi a cavall, a la façana de la Plaça de Sant Jaume del Palau de la Generalitat, obra d'Andreu Aleu i Teixidor (1872)
- Mènsula a la porta principal de la Casa Amatller, obra d'Eusebi Arnau. 1899-1900
- Bandera de la Unió Catalanista, disseny d'Alexandre de Riquer. Museu de Montserrat.
- Sant Jordi i el drac, pintura mural de començaments del segle xx reproduint un original malmès del segle xvii a la façana del Palau de Sant Jordi (Autoritat Portuària) de Gènova
- Sant Jordi orant, d'Eusebi Arnau, a la Catedral de Barcelona. 1907
- Sant Jordi dempeus, d'Alfons Juyol (sobre models d'Eusebi Arnau), a la portada de l'església inferior del Temple Expiatori del Sagrat Cor del Tibidabo (Cap a 1908)
- Plafó de rajoles policromes amb la inscripció "Sant Patró de Catalunya torneu-nos la llibertat" a la cornisa de la Casa de les Punxes, obra d'Enric Monserdà. 1905.
- Sant Jordi, formant part del grup La cançó popular, de Miquel Blay, al Palau de la Música Catalana, 1905-1909.
- Sant Jordi dempeus, de Josep Llimona, al peu de l'escala d'honor de la Casa de la Ciutat de Barcelona. 1916.
- Sant Jordi, de Manuel Fuxà, al Saló de Cent de la Casa de la Ciutat de Barcelona, 1920.
- Sant Jordi a cavall, de Josep Llimona, al Parc de Montjuïc de Barcelona. 1924
- Sant Jordi dempeus, de Joan Rebull, a la façana del Casal Sant Jordi de Barcelona. 1930.
- Sant Jordi dempeus, de Lluïsa Granero, a la façana de la Facultat de Belles Arts de Barcelona. 1967.
- Sant Jordi a cavall llancejant el drac, al brollador del claustre de la catedral de Barcelona, obra d'Emili Colom. 1971.
- Sant Jordi llancejant del drac, de Montserrat Gudiol. Palau de la Generalitat. 1974.
- Sant Jordi a la porta de bronze del Palau del Lloctinent de Barcelona, de Josep Maria Subirachs. 1975.
- Sant Jordi, de Frederic Marès. 1975. Saló de Sant Jordi del Palau de la Generalitat (altres versions al Museu Frederic Marès i a la Reial Acadèmia Catalana de Belles Arts de Sant Jordi)
- Sant Jordi dempeus, de Joan Rebull, 1977 (Seu de la Diputació de Barcelona a la Rambla Catalunya i Parròquia de Sant Jordi de Vallcarca)
- Sant Jordi dempeus, d'Ignasi Serra i Goday, a la Reial Acadèmia Catalana de Belles Arts de Sant Jordi, 1983.
- Sant Jordi dempeus, de Josep Maria Subirachs, a Montserrat. 1986

## Sant Jordi a la literatura

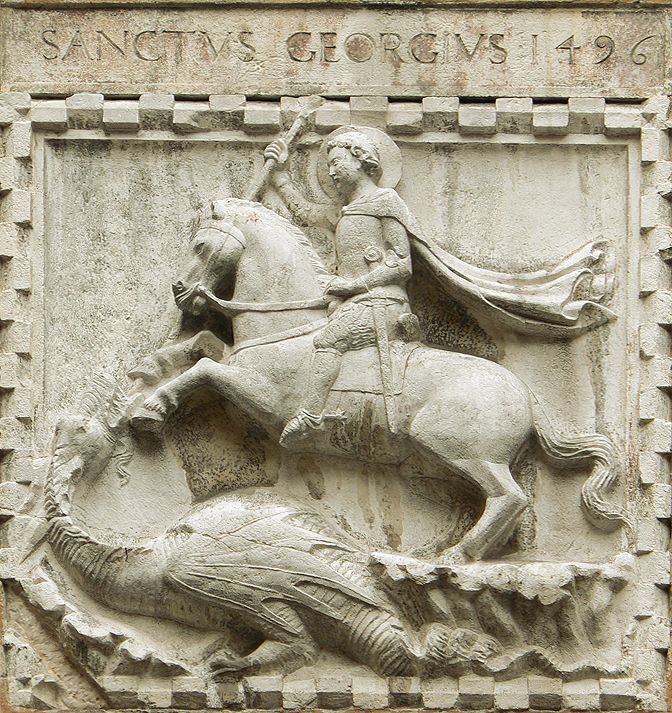
Relleu renaixentista representant sant Jordi (datat el 1496). Venècia: Campo San Zuliàn.

Durant els inicis del segon mil·lenni, Jordi va arribar a ser vist com el model de la cavalleria, i durant aquest temps va ser representat com aquest model en els romanços medievals.
Des d'aleshores, ha estat un motiu recurrent en la poesia catalana que ha relacionat sant Jordi amb la festa dedicada a l'amor i als amors. Molts autors li han dedicat tota mena de composicions poètiques. En són mostra els poemes Abril d'enamorat de Pere Quart, Les roses recordades de Salvador Espriu o La Diada de sant Jordi de Joan Maragall.
Les següents composicions s'han dedicat també a sant Jordi: 
1. El corser de Sant Jordi, Ventura Gassol
2. Invocació a Sant Jordi, Miquel Dolç
3. El cavaller Sant Jordi, A. Correig i Massó
4. Sant Jordi, Lluís Gassó i Carbonell
5. L'abella i la flor, A. Bori Fontestà
6. En un jardí i Les roses, Joan Vinoli
7. Les roses franques, La diada de Sant Jordi i les flors que s'esfullen, Joan Maragall
8. La poesia, Josep M López Picó
9. Cançó de la rosa, Joan Garcés
10. La rosa de cristall, Josep Maria de Segarra
11. Brot de Salvia, Guerau de Liost
12. El poeta olora un perfum i A la poesia, Joan Brossa
13. El despertar de la rosa, A. Correig i Massó
14. El roser de Sant Jordi, J. M. Rovira i Artigues
15. L'espasa de Sant Jordi, Alfons Maseres
16. Les roses de Sant Jordi, Salvador Perarnau
17. Sant Jordi, Guillem Colom
18. Sant Jordi triomfant, J. M. Folch i Torres
19. Sant Jordi, Salvador Espriu
20. Una rosa, Maria Antònia Salvà